# Rita Lejeune
Pour les articles homonymes, voir Lejeune.
Rita Lejeune, née à Herstal le 22 novembre 1906 et morte à Liège le 18 mars 2009, est une philologue belge, spécialiste en littérature médiévale, en littérature wallonne et en littérature occitane.

## Biographie
Rita Lejeune est la fille du poète wallon Jean Lejeune (Jean Lamoureux), employé communal à la Ville de Liège, et de son épouse, Adrienne Vercheval. En 1918, son père, dont elle est très proche, succombe à la grippe espagnole. Sa mère doit reprendre des activités de couture pour élever ses deux enfants (le second, Jean Lejeune, comme son père, était né en 1914. Il sera historien).
Malgré les difficultés financières de leur famille, après l'école primaire de Herstal, Rita Lejeune entre à Bracaval, un établissement liégeois réservé aux jeunes filles, où elle accomplit ses études secondaires. Elle figure parmi les premières femmes à s'inscrire à l'Université de Liège, à la Faculté de Philosophie et Lettres (section des langues romanes), dont elle sort en 1928 avec le diplôme de docteure,,.
Sur les conseils de Maurice Wilmotte, son directeur de thèse, et aidée par le Fonds national de la recherche scientifique ainsi que la Fondation Biermans-Lapôtre, qui héberge des étudiants belges dans la capitale française, elle part compléter sa formation à Paris, notamment à l'École pratique des hautes études, sciences historiques et philologiques. Elle s'y rend avec un jeune juriste qui envisage d'accomplir le même parcours. Il s'agit de Fernand Dehousse, qui deviendra professeur de Droit international public à l'Université de Liège, puis Ministre de l'Instruction Publique. Elle l'épouse en 1929 ; le couple aura deux enfants, Jean-Maurice Dehousse et Françoise Dehousse,.
Rentrée à Liège, elle termine sa thèse d'agrégation de l'enseignement supérieur et la défend avec succès en 1935. En 1939, soit dix ans après Marie Delcourt, elle devient la deuxième femme à enseigner à l'Université de Liège, d'abord comme chargée de cours, puis, en 1954, comme professeure ordinaire,.
En 1936, Rita Lejeune donne le jour à son premier enfant; elle lui donne un double prénom : Jean pour son père et Maurice pour son maître Maurice Wilmotte, qui en est le parrain. Cette naissance ne diminue en rien son activité professionnelle. Spécialiste des littératures française et occitane du Moyen Âge, elle va publier toute sa vie de nombreux travaux sur la littérature wallonne dialectale et contribuer à une meilleure compréhension des textes médiévaux.
À la suite des accords de Munich de 1938, elle décide de s'expatrier, fût-ce temporairement, avec sa famille. Elle obtient une bourse d'études à l'Institut catholique de Toulouse, où elle souhaite approfondir sa connaissance de la langue occitane auprès de l'abbé Joseph Salvat. Partie en temps de paix, elle échappe ainsi à l'exode de mai 1940. Elle entraîne avec elle son fils, sa mère et d'autres membres de sa famille. Fernand Dehousse reste à Liège retenu par ses enseignements et son engagement politique. Lorsque éclate l'invasion allemande de mai 1940, en collaboration avec le consulat de Belgique, Rita Lejeune va prendre une part de plus en plus active à l'organisation de l'accueil des réfugiés belges (parmi lesquels son époux).
Rita Lejeune est décédée à l'âge de 102 ans. Selon son vœu, elle est inhumée, comme ses parents au cimetière de la Licour à Herstal, « le vieux cimetière […] érigé sur le site d'une première fondation de Pépin le Bref ».

## Œuvre
Femme « aux dons éclatants qui a marqué son temps », Rita Lejeune-Dehousse est une médiéviste à laquelle ses amis, élèves et collègues offrirent des Mélanges dont le contenu reflète bien tout l'éventail des intérêts et curiosités de la lauréate. Outre ses travaux sur les Chansons de Geste, en particulier La Chanson de Roland, et la littérature occitane, qu'elle a contribué à faire mieux connaître en Belgique, elle s'est particulièrement consacrée à l'œuvre de Jean Renart qu'elle n'a pas cessé d'étudier, depuis sa thèse d'agrégation en 1935 (L'œuvre de Jean Renart, contribution à l'étude du genre romanesque au Moyen Âge (« seule étude d’ensemble consacrée à cet auteur ») à 1997, et dont elle est une spécialiste. Elle a participé à des congrès internationaux, notamment de la société internationale arthurienne, qu'elle a présidée, et de la société Rencesvals (dont elle était la seule femme présente à la réunion fondatrice).
Elle a collaboré à l'histoire de la littérature de Wallonie par des articles et contributions scientifiques, dont l’Histoire sommaire de la littérature wallonne (1942). Elle est l'auteure de l'encyclopédie La Wallonie, le Pays et les Hommes, dont elle a dirigé la partie culturelle avec son collègue et ami Jacques Stiennon. Son dernier ouvrage est une Anthologie de la poésie wallonne, traduite par elle en français moderne en 2003. Histoire médiévale, littératures, mais aussi patrimoine iconographique, comme en témoigne La légende de Roland dans l'art du Moyen Âge, imposant ouvrage à la fois très érudit et de grand luxe cosigné avec Jacques Stiennon.
Elle était membre de l'Académie royale des sciences, des lettres et des beaux-arts de Belgique, l'Académie des jeux floraux de Toulouse, de l'Académie des belles lettres de Barcelone, membre correspondant de la Medieval Academy of America. Elle a notamment été nommée soci du Félibrige et docteur honoris causa de l'Université de Bordeaux,.
Liste non exhaustive
- Rita Lejeune-Dehousse, L'œuvre de Jean Renart, contribution à l'étude du genre romanesque au Moyen Age, Liège, Faculté de Philosophie et Lettres, 1935, 470 p. (lire en ligne) (réédité en 1968, par Slatkine Reprints, Genève).
- Histoire sommaire de la Littérature Wallonne, Bruxelles, Office de Publicité, 1942, 119 p.
- Recherches sur le thème : Les chansons de geste et l'histoire, Liège, Faculté de Philosophie et Lettres, 1948, 255 p. (lire en ligne)
- avec Jacques Stiennon, La légende de Roland dans l'art du moyen âge, Bruxelles, Arcade, 1966, 818 p., 2 volumes (lire en ligne)
- Saint-Laurent de Liège. Église, abbaye et hôpital militaire. Mille ans d'histoire, Liège, Soledi / Université de Liège, 1968.
- « Le Roman de Guillaume de Dole et la principauté de Liège », dans Cahier de civilisation médiévale, tome 18, 1974, p. 1-24.
- La Wallonie, le Pays et les Hommes : Histoire, Économie, Sociétés, Bruxelles, La Renaissance du Livre, 1975-1976, 2 vol.
- « Jean Renart et le roman réaliste au XIIIe siècle », dans : Grundriss der romanischen Literaturen des Mittelalters, Heidelberg, 1978, IV/1, p. 400-446.
- « Les bourgeois et la bourgeoisie au XIIIe siècle dans les œuvres littéraires de l'est wallon », Revue de l'Université de Bruxelles, 1978, no 4, p. 483-491.
- «Jean Renart, pseudonyme littéraire de l’évêque de Liège, Hugues de Pierrepont (1200-1229) », dans Revue belge de Philologie et d’Histoire, 1997,vol 77, n° 2, p. 271-297.